# Josef Thorak
Josef Thorak (Salzburg, 7 februari 1889 - Schloss Hartmannsberg (Bad Endorf), 26 februari 1952) was een Oostenrijks beeldhouwer en medailleur. Thorak was met Arno Breker een van de grote beeldhouwers in nazi-Duitsland.

## Leven en werk
Thorak leerde pottenbakken van zijn vader. Hij studeerde aan de Weense academie en vanaf 1915 aan de Preußische Akademie für bildenden Künste in Berlijn. Hij was leerling van onder anderen Hugo Lederer.
Thorak werkte in zijn beginperiode vooral met was, brons was te duur. In 1928 won hij de staatsprijs van de Berlijnse academie. Hij maakte in dat jaar onder meer beeldhouwwerk voor de Palmensaal, een balzaal, van Haus Vaterland aan de Potsdamer Platz in Berlijn.
In de jaren dertig maakte hij een aantal werken voor Turkije, waaronder een bevrijdingsmonument in Eskişehir en reliëfs voor een monument ter ere van Mustafa Kemal Atatürk. Vanaf 1932 was Thoraks buurman, de bokser Max Schmeling, een van zijn modellen. Hij werd vereeuwigd in een van de beelden voor het Berlijnse Olympiastadion.

### In dienst van het nationaalsocialisme
De Machtergreifung in 1933 markeert een omkeer in Thoraks leven. Zijn werk stond sindsdien in het teken van het nationaalsocialisme. Hij scheidde van zijn Joodse vrouw, zij vertrok met hun zoon naar Engeland. Thorak was een van de ondertekenaars van de Aufruf der Kulturschaffenden, die in 1934 in de Völkischer Beobachter verscheen en waarin steun werd betuigd aan de Führer. Een dag later was Adolf Hitler naast rijkskanselier ook rijkspresident. Met steun van Alfred Rosenberg kreeg Thorak in 1935 een solotentoonstelling in Berlijn met zijn werk voor Turkije.
In het voorjaar van 1936 verbleef Thorak op uitnodiging van Hitler een aantal dagen op de Obersalzberg, het leverde hem talrijke opdrachten op. Voor de Wereldtentoonstelling van 1937 in Parijs maakte Thorak een beeldengroep ter ere van Hitler. In dat jaar werd hij benoemd tot professor aan de Academie van München. In 1938 werd een 17 meter hoog atelier voor hem gebouwd in Baldham, bij München, speciaal voor zijn meer dan manshoge beelden. Het atelier werd ontworpen door Albert Speer en gefinancierd vanuit de kas van de NSDAP.
Naast beeldhouwer was Thorak enige tijd artistiek raadgever voor de porseleinfabriek van de SS bij concentratiekamp Dachau. Hitler nam Thorak op op de Gottbegnadeten-Liste die hij in 1944 publiceerde en waarop kunstenaars worden vermeld die werk hebben gemaakt voor Nazi-Duitsland. Hij werd zelfs, met onder anderen Arno Breker en Georg Kolbe, vermeld bij de twaalf belangrijkste kunstenaars op de Sonderlisten. Hij wordt hier 'staatsbeeldhouwer' genoemd.

### Na de oorlog
Na de oorlog leefde Thorak een teruggetrokken bestaan in Beieren. Hij kwam ongeschonden door de denazificatie. Spruchkammer München sprak hem in mei 1948 vrij als "nicht betroffen". Twee beroepszaken, in 1949 en 1951, gaven dezelfde uitkomst. In 1950 werd in Salzburg een tentoonstelling gehouden van zijn werk.
Thorak overleed in 1952, op 63-jarige leeftijd. Hij werd begraven op het St. Petersfriedhof in Salzburg. In deze stad werd een straat naar hem vernoemd.
In mei 2015 werd in een hangar in Duitsland een partij nazikunst gevonden, waaronder twee monumentale bronzen paarden van de hand van Josef Thorak die ooit aan de voet van de rijkskanselarij stonden. In augustus 2015 werd een derde soortgelijk paard teruggevonden op het binnenplein van een school in Ising am Chiemsee. Het beeld behoorde tot de persoonlijke collectie van de kunstenaar en werd onder andere in 1939 tentoongesteld tijdens tentoonstelling van Duitse kunst te München. Het beeld was in 1961 door familie van Thorak geschonken om het schoolgeld van een van hun kinderen te betalen.
In 1963 werd in Salzburg een straat naar hem vernoemd: een voorstel om de naam van de straat te veranderen werd in 2018 afgewezen.

## Enkele werken
- 1922 Oorlogsmonument 1914-18 in Ustka (Duits: Stolpmünde)
- 1927/1928 Penthesilea voor het Kleist Gymnasium in Berlijn[7]
- 1928 Arbeit en Mutter Erde aan de Knobelsdorffstraße in Berlijn
- 1934-1935 Güvenpark Anıtı, bevrijdingsmonument in Eskişehir (Turkije)
- 1938 Twee paarden voor entree naar de tuin van de Rijkskanselarij
- grafmonument voor Franz Ullstein op de begraafplaats Heerstraße in Berlin-Westend
- beeldhouwwerk voor de Reichsparteitagsgelände in Neurenberg.
- bustes van onder anderen Otto von Bismarck, Adolf Hitler, Benito Mussolini en Rudolf Hess

## Fotogalerij

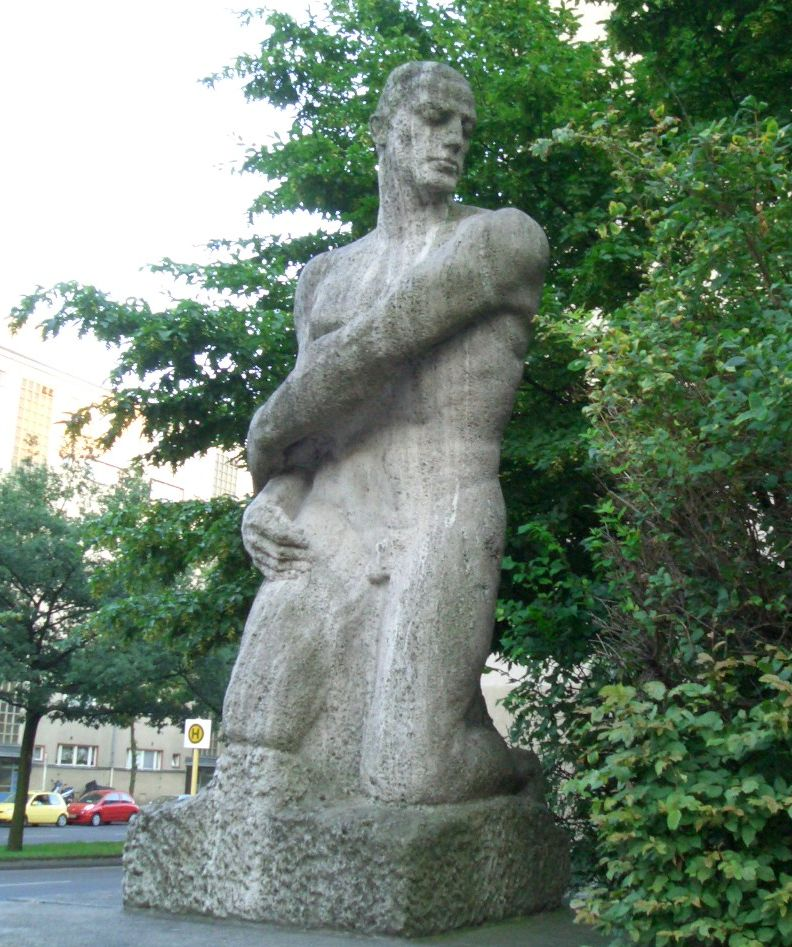
Arbeit (1928)
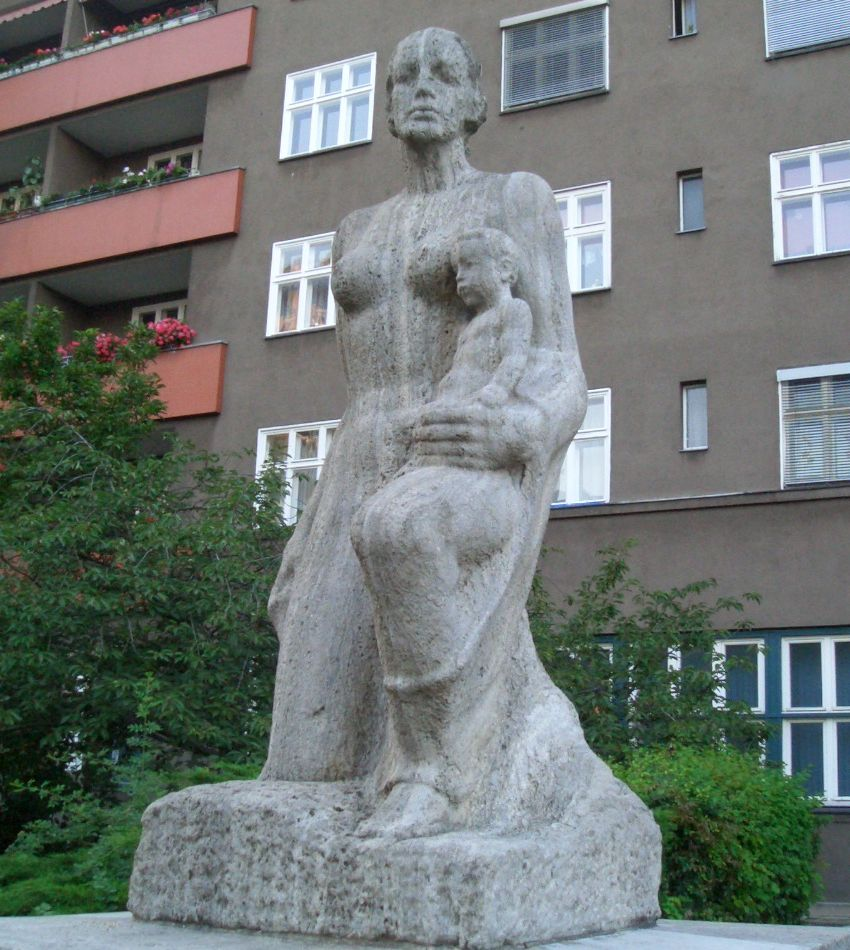
Mutter Erde (1928)
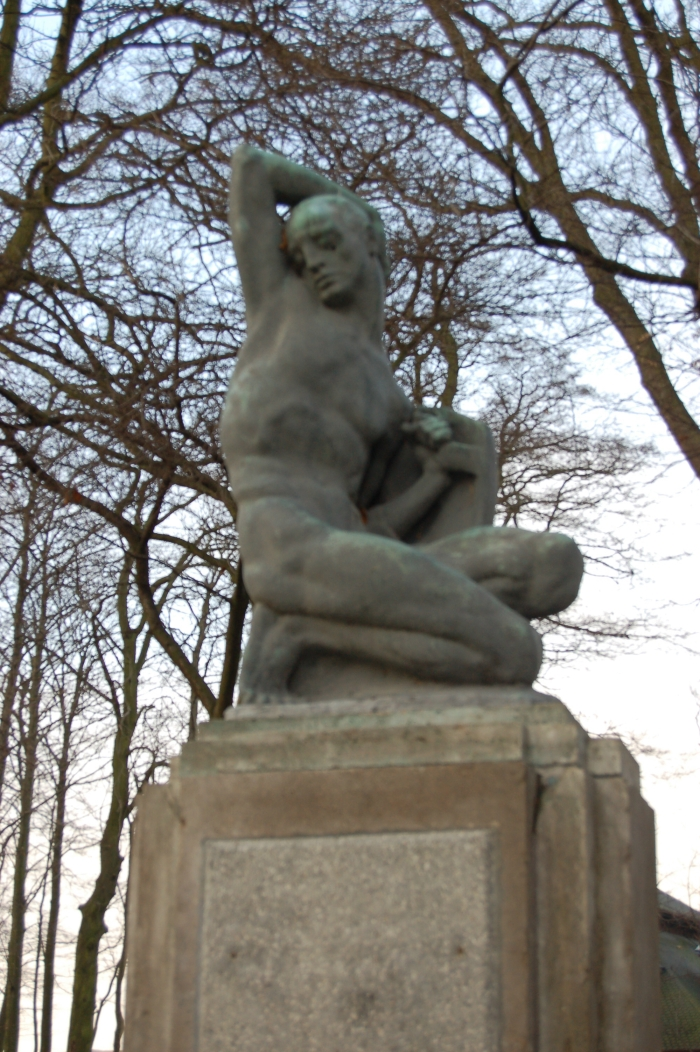
Oorlogsmonument 1914-1918 (1922)
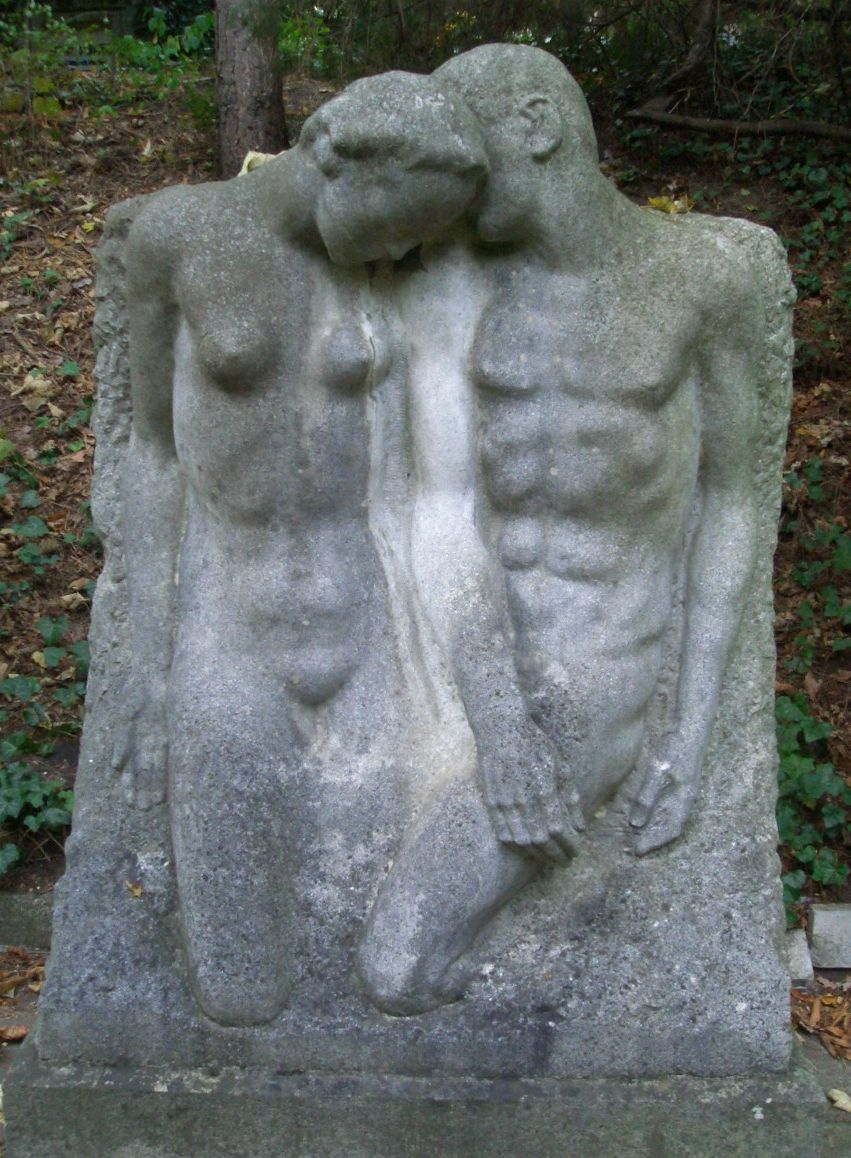
Grafmonument Franz Ullstein

- Bibliothèque nationale de France: cb169170562 (data)
- Gemeinsame Normdatei: 119150204
- International Standard Name Identifier: 0000 0000 8239 6408
- Library of Congress Control Number: n2004075306
- Nationale Bibliotheek van Israël: 987007576535705171
- RKD-Nederlands Instituut voor Kunstgeschiedenis: 311275
- Système universitaire de documentation: 147932807
- Union List of Artist Names: 500196168
- Virtual International Authority File: 57418689
- WorldCat: E39PBJhGWjwft4CP46dXRC8jYP